# Classe ANZAC
Il più grande contratto per le fregate MEKO 200 si è avuto per il programma congiunto ANZAC Australia-Nuova Zelanda, sviluppato a partire dal 1989, per un totale di dieci navi, di cui otto per l'Australia e due per la Nuova Zelanda, che sono state consegnate entro il 2004. Le unità sono state tutte costruite in Australia negli stabilimenti Tenix di Williamstown presso Melbourne nello stato di Victoria.
Il programma, molto costoso, il cui ammontare era di 5,8 miliardi di dollari, doveva essere seguito da un miglioramento delle capacità antiaeree con l'adozione di lanciamissili Mk 41 VLS e un radar speciale, come il modello SPY-1F ideato per le fregate ma appartenente alla famiglia di sistemi AEGIS. Gli studi del programma di aggiornamento, chiamato WIP sono stati però negativi, le dimensioni erano troppo ridotte, tanto che sarebbe stato necessario aggiungere anche una sezione di scafo aggiuntiva, ed inoltre i missili sistemabili a bordo sarebbero stati relativamente pochi, forse solo sedici, così tutta questa trasformazione ha finito per dimostrare solo i limiti che anche la moderna tecnologia elettronica miniaturizzata continua ad avere quando i requisiti sono tanto impegnativi.

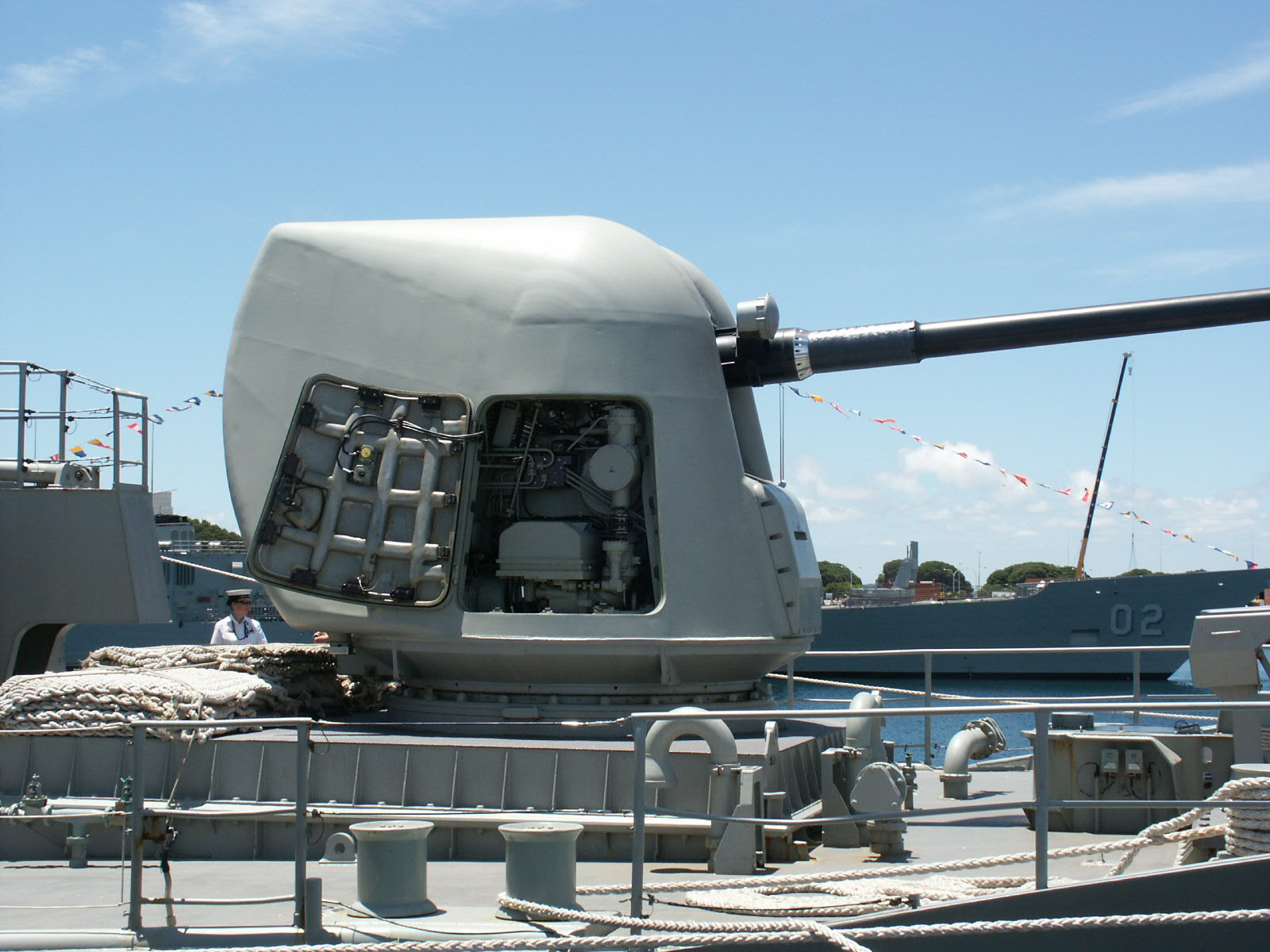
Il cannone Mk 45 della fregata HMAS Arunta

Alla tutto è stato lasciato cadere e le fregate Meko 200 erano ancora nel 2002 sprovviste di lanciamissili antinave, antiaerei e CIWS e pertanto erano poco più che pattugliatori marittimi con elicottero, cannone e poco altro. Tutti questi equipaggiamenti erano comunque previsti per aggiornamenti futuri, come il nuovo ESSM, che essendo considerabile sia come un Super Sparrow che come un mini-Standard SM-2 migliorerà le capacità delle navi in termini di difesa aerea senza troppi compromessi per la piattaforma. In ogni caso, il fallimento del programma WIP ha seriamente compromesso i programmi di potenziamento della Marina australiana, lasciando in pratica alle sole fregate Perry i compiti di prima linea.
Degno di nota l'apparato motore basato su due diesel e una sola turbina a gas, per una bassa velocità massima, ma ottima autonomia. D'altra parte, la maggior parte delle missioni operative della Marina militare australiana sono relative alla lotta antipirateria e antimmigrazione, per cui le MEKO non sono prive di qualità, avendo una maggiore economia rispetto alle navi a turbina.

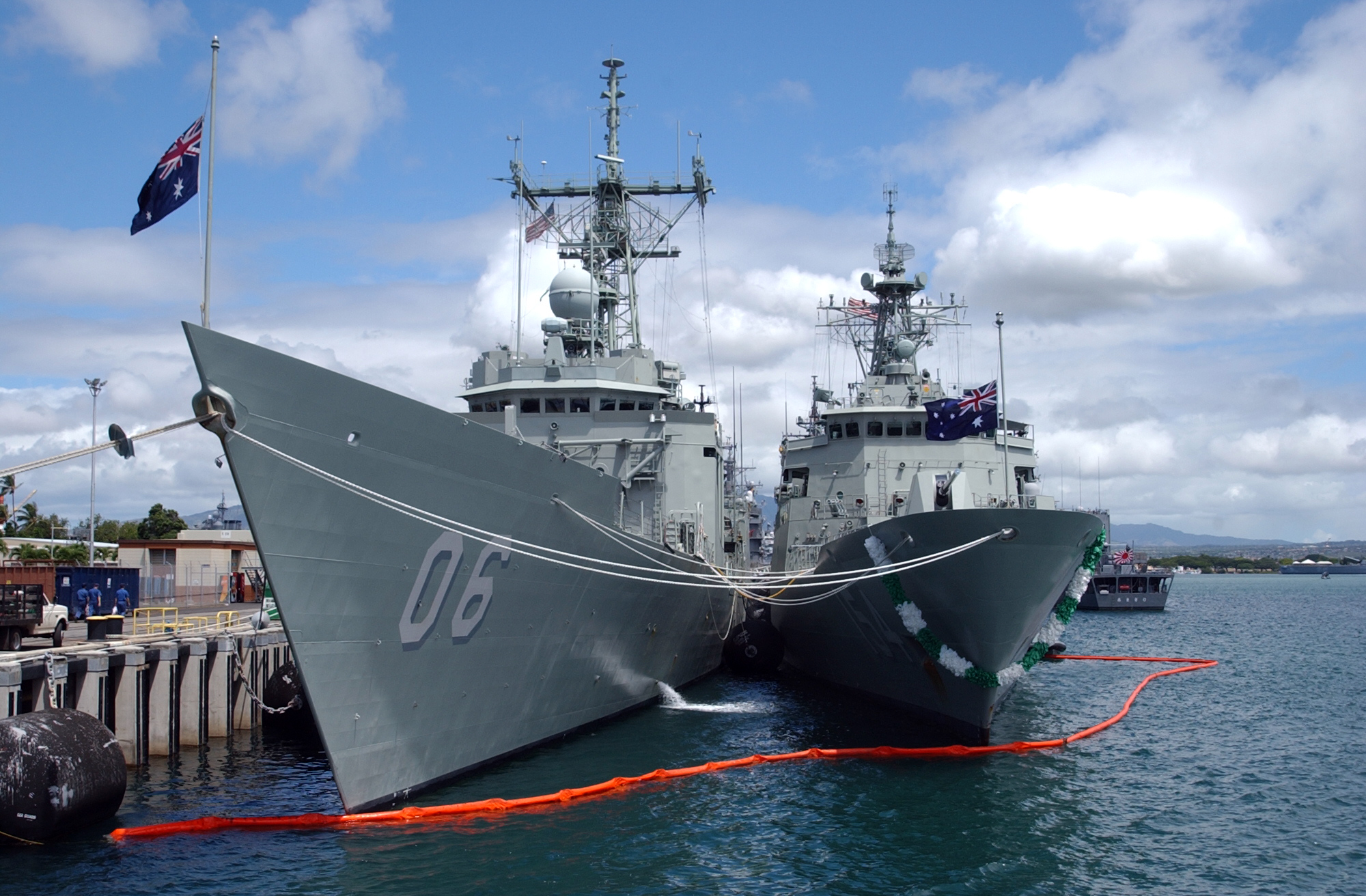
La foto permette di verificare la differenza dimensionale, come anche costruttiva tra una fregata Perry, la HMAS Newcastle a sinistra, e una ANZAC, la HMAS Parramatta

## Unità

### Australia
| Royal Australian Navy | Royal Australian Navy | Royal Australian Navy | Royal Australian Navy | Royal Australian Navy |
| Matricola             | Nome                  | Impostazione          | Varo                  | Entrata in servizio   |
| --------------------- | --------------------- | --------------------- | --------------------- | --------------------- |
| FFH 150               | ANZAC                 | 5 novembre 1993       | 16 settembre 1994     | 18 maggio 1996        |
| FFH 151               | ARUNTA                | 22 luglio 1995        | 28 giugno 1996        | 12 dicembre 1998      |
| FFH 152               | WARRAMUNGA            | 26 luglio 1997        | 23 maggio 1998        | 31 marzo 2001         |
| FFH 153               | STUART                | 25 luglio 1998        | 17 aprile 1999        | 17 agosto 2002        |
| FFH 154               | PARRAMATTA            | 4 giugno 1999         | 17 giugno 2000        | 4 ottobre 2003        |
| FFH 155               | BALLARAT              | 4 agosto 2000         | 25 maggio 2002        | 26 giugno 2004        |
| FFH 156               | TOOWOMBA              | 26 luglio 2002        | 16 maggio 2003        | 8 ottobre 2005        |
| FFH 157               | PERTH                 | 24 luglio 2003        | 20 marzo 2004         | 26 agosto 2006        |

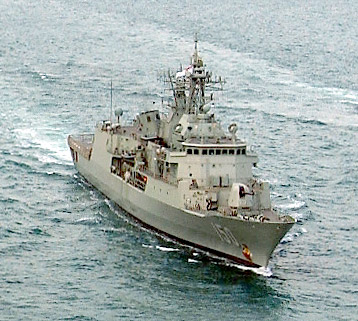
La fregata HMAS Anzac impegnata in Enduring Freedom
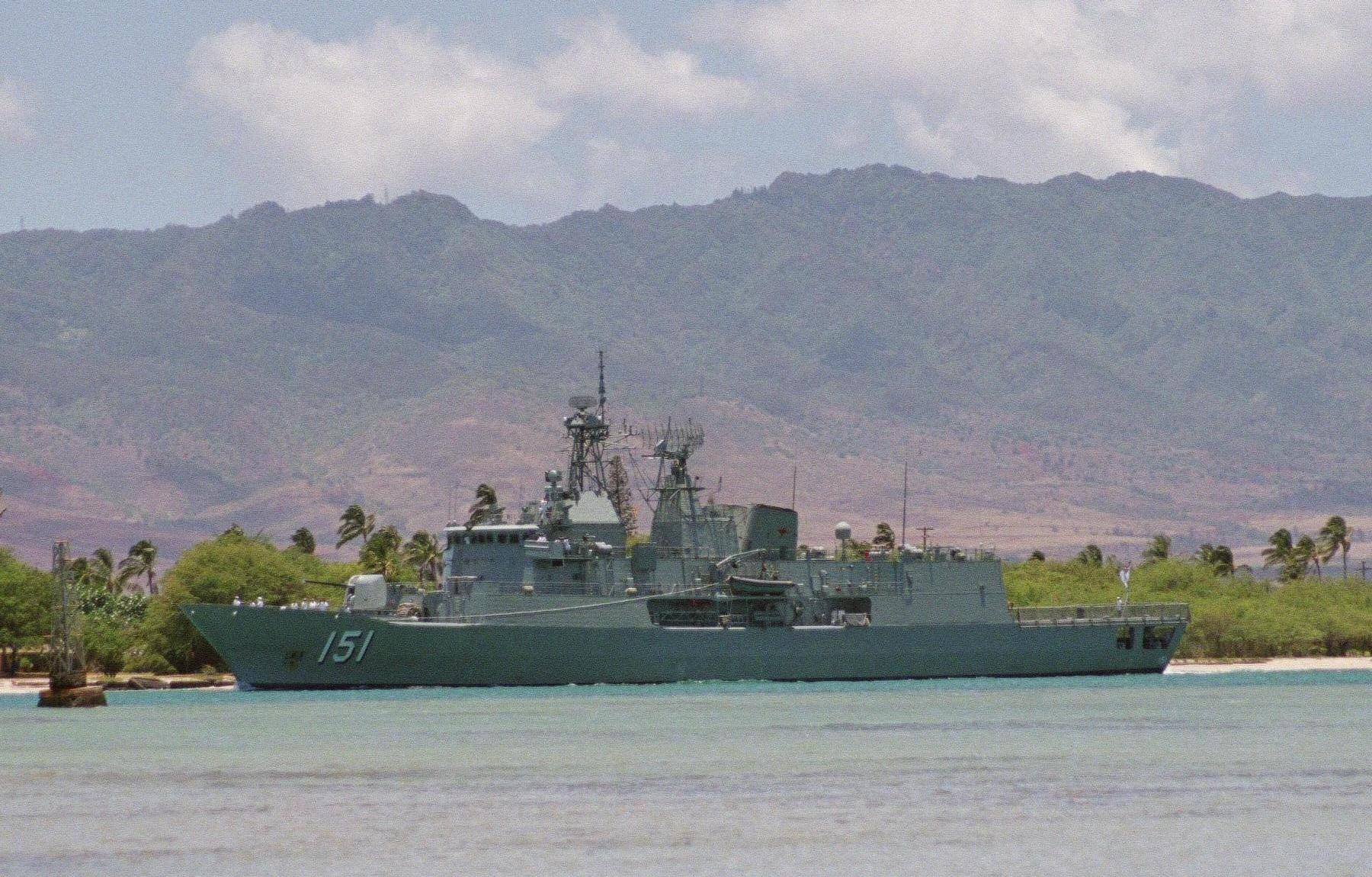
La fregata HMAS Arunta nel 2000 in partenza da Pearl Harbor per prendere parte all'esercitazione internazionale RIMPAC

### Nuova Zelanda
| Royal New Zealand Navy | Royal New Zealand Navy | Royal New Zealand Navy | Royal New Zealand Navy | Royal New Zealand Navy |
| Matricola              | Nome                   | Impostazione           | Varo                   | Entrata in servizio    |
| ---------------------- | ---------------------- | ---------------------- | ---------------------- | ---------------------- |
| F 77                   | TE KAHA                | 19 settembre 1994      | 22 luglio 1995         | 26 luglio 1997         |
| F 111                  | TE MANA                | 28 giugno 1996         | 10 maggio 1997         | 10 dicembre 1999       |

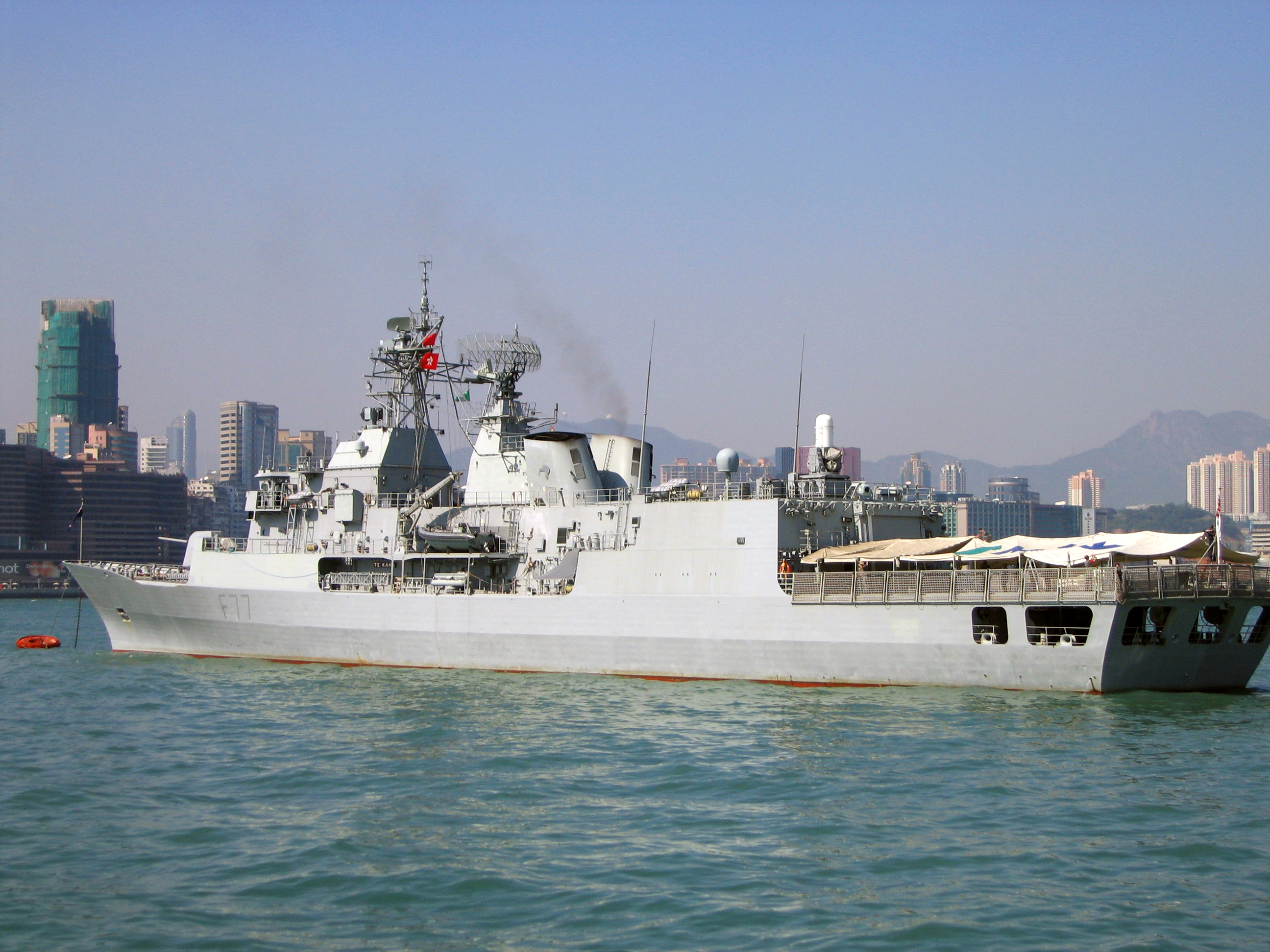
La fregata neozelandese HMNZS Te Kaha
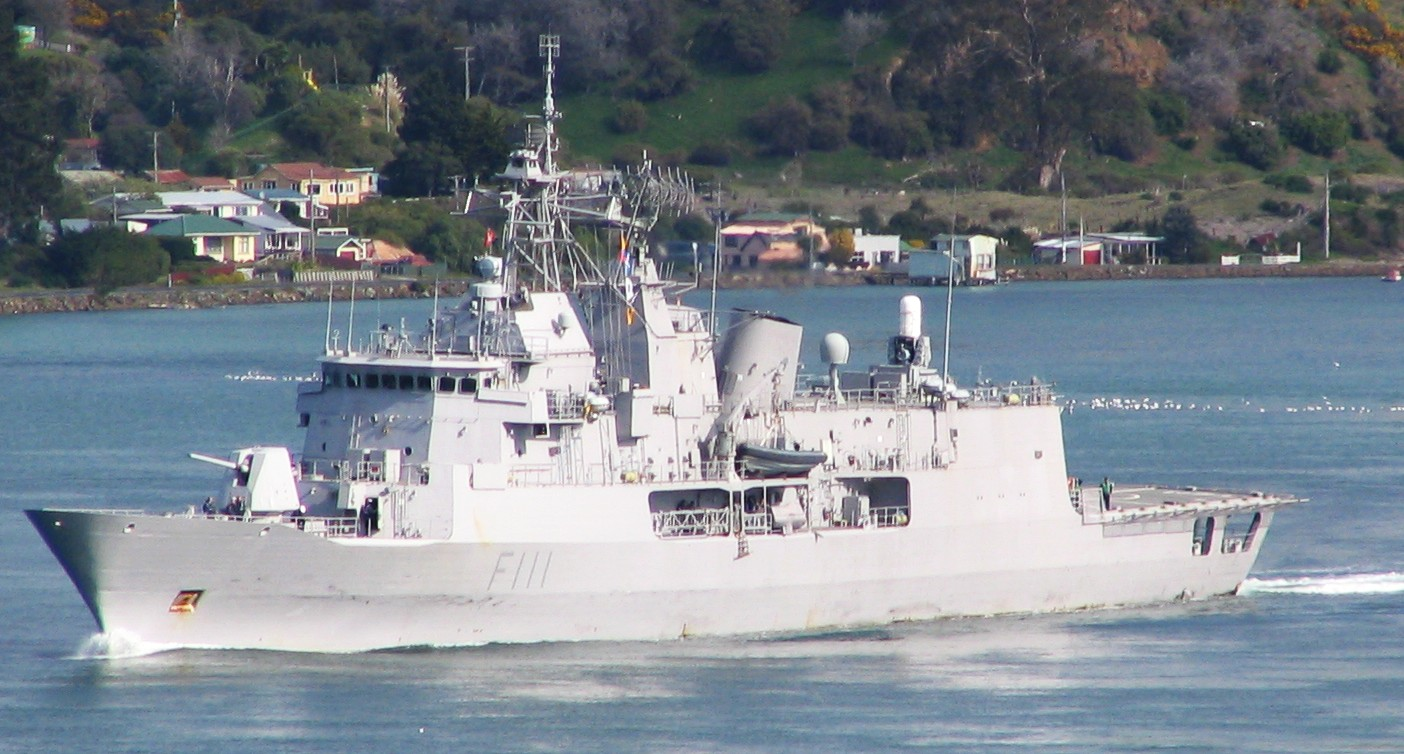
La fregata neozelandese HMNZS Te Mana